# Crickett (Schusswaffe)
Crickett ist der Markenname des meistverkauften US-amerikanischen Gewehrs für Kinder. Der Hersteller, Keystone Sporting Arms, bewirbt die Waffe mit dem Claim: „My First Rifle“ – mein erstes Gewehr. Es handelt sich dabei nicht um Spielzeug.

## Geschichte
Keystone Sporting Arms LCC wurde 1996 in Milton (Pennsylvania) von Bill und Steve McNeal gegründet und stellte nach eigenen Angaben bereits im ersten Jahr mit vier Angestellten 4000 Kleingewehre her. 2007 kaufte die Firma den Konkurrenten auf dem Markt für Kindergewehre, die Rogue Rifle Company, auf. Rogue stellte kleine Handfeuerwaffen unter dem Namen Chipmunk her. Seit der Übernahme fertigt Keystone neben Crickett auch Chipmunk-Gewehre in fünfstelligen Stückzahlen pro Jahr.

## Kindergewehr
Crickett-Gewehre sind Kleinkaliberwaffen mit einer Kammer für eine einzelne Patrone. Die kleinsten Modelle sind 76 cm lang und wiegen etwas über 1 kg; im Vergleich dazu liegt die Standardlänge eines Erwachsenengewehrs bei 120 cm, bei einem Gewicht von 3 kg. Cricketts werden in vielen Farben angeboten, um speziell Kinder anzusprechen. Die pink-farbenen Modelle etwa zielen besonders auf Mädchen ab. Der Vertrieb erfolgt unter anderem über die Kaufhauskette Walmart, wo die Waffe für unter 100 US-Dollar zu kaufen ist. Etwas größere Gewehre der Crickett-Serie richten sich an Erwachsene.

## Kontroverse
Am 30. April 2013 erschoss der fünfjährige Kristian Sparks in Burkesville, Kentucky, mit seinem Crickett-Gewehr seine zweijährige Schwester Caroline. Die Waffe war ein Geburtstagsgeschenk gewesen und stand geladen in einer Ecke in dem Trailer, wo die Familie Sparks wohnt.
Der Unfall verschärfte innerhalb der US-Medien die Diskussion über die Problematik von Waffen in den Händen von Kindern und Erwachsenen. Der Lobbyverband National Rifle Association, der sich für das Recht auf den Besitz von Schusswaffen einsetzt, stellte sich hinter den Hersteller der Kindergewehre und argumentierte wie dieser, man führe mit solchen Waffen Kinder verantwortungsvoll an die Selbstverteidigung heran. Gegner des legalen Waffenbesitzes in den USA sahen in dem Fall ein weiteres Beispiel für gesellschaftliches Versagen.
Zwei Wochen zuvor hatte in New Jersey ein vierjähriger Junge seinen sechsjährigen Spielkameraden mit dem Gewehr seiner Eltern durch einen Kopfschuss getötet. Wenige Tage davor erschoss ein vierjähriger Junge in Tennessee versehentlich eine Frau bei einer Grillparty. In diesen Fällen waren keine Kindergewehre im Spiel.
Die Webseite von Crickett.com war nach dem Tod Caroline Sparks tagelang nicht erreichbar. Als sie wieder online ging, war die „Kinderecke“ (Children’s Corner) mit Bildergalerien, auf denen kleine Kinder zu sehen waren, die stolz ihre Crickett-Gewehre präsentierten, verschwunden.
Zur Beerdigung kam neben einigen Zeitungsreportern auch ein Fernsehteam von RTL aus Deutschland. Zwei einheimische Männer schlugen den Kameramann zu Boden, zwei weitere Männer bedrohten einen amerikanischen Reporter mit den Worten: „Wenn du einen Funken Verstand hättest, würdest du dich davon machen. Du bist der nächste, Freundchen.“